# Глід плодовий
Глід плодовий (Crataegus azarolus) — багаторічна рослина роду глід родини розових. Інші назви «азароль», «шань-чжа», «мейхо», «середземноморська мушмула», «іспанський глід».

## Опис
Загальна висота досягає 6 м при діаметрі крони до 3 м. Колючки на прямостоячих, сірих, волосистих пагонах нечисленні (до 1,5 см в довжину), на деяких сортах взагалі відсутні.
Темно-зелене листя розташовуються по всій довжині стебла, можуть бути клиноподібні, ромбічні або яйцеподібні, в незалежності від форми все листя має на вершині 1-3 зубчасті лопаті. Розмір кожного листя коливається від 3 до 7 см завдовжки і від 2,5 до 6,5 см завширшки.
Суцвіття багатоквіткові, зібрані в щиток, розташовані на добре розвинених волосистих квітконіжках. Діаметр суцвіття — від 3 до 5 см; білі, п'ятипелюсткові квіти мають широкі, трикутні чашолистки і не перевищують в діаметрі 1,5 см.
Плоди кулясті, дрібні (до 15 мм), з 1 або 2 кісточками, дозрівання починається в липні і триває до вересня. М'якуш плоду жовтуватого відтінку, соковита, м'ясиста, кислувато-солодка на смак. Багаті на вітаміни А, С, флавоноїди.

## Культивація
У дикій природі глід росте переважно на лісових галявинах. Є світлолюбним, легко переносить невеликий затінок. До родючості невимогливий, воліє ґрунт з вмістом вапна. Додаткового поливу потребує лише в посушливі сезони. Для розмноження висаджують насіння та пагони. Є посухостійкий, зимостійкий. Цвітіння починається в травні. Запах квіток неприємний. В рік з 1 дерева в середньому збирають 25 кг.
Середня тривалість життя становить 200 років, максимальна — 400 років.

## Використання
З давніх-давен культивується в країнах західного Середземномор'я, насамперед у Франції та Італії. Плоди вживають в свіжому або сушеному вигляді, також використовують для приготування варення, компоту, джему меду, конфітюру, при заварюванні чаю.
Застосовується як засіб для профілактики серцево-судинних захворювань. Квіти використовуються в настою для лікування гіпертензії і порушення сну.
Внаслідок наявності в плодах ефірних олій, кверцетину, тріметіламіну його частково застосовують при виробництві препаратів у фармацевтичній та косметичній промисловості.
Широко застосовується в декоративному садівництві. Часто висаджують на присадибних ділянках і використовують для створення колючих огорож. Особливо привабливо виглядають кущі дикого глоду восени, коли достигають плоди, а листя забарвлюється в помаранчево-червоні тони. Застосовують для зміцнення схилів і ярів, часто висаджують на берегах водойм. Іноді даний вид використовують як підщепи для таких плодових дерев, як мушмула, яблуня, груша, айва.

## Поширення
Розповсюджено в Середземномор'ї (від Іспанії до Греції), Туреччині, Ірані, Середній Азії, Китаї. Натуралізовано на півдні Північної Америки.

## Підвиди
- C. azarolus azarolus
- C. azarolus aronia
- C. azarolus chlorocarpa
- C. azarolus pontica